# Hornschuchia santosii
Hornschuchia santosii är en kirimojaväxtart som beskrevs av David Mark Johnson. Hornschuchia santosii ingår i släktet Hornschuchia och familjen kirimojaväxter. Inga underarter finns listade i Catalogue of Life.